# La Longue Pierre (Saint-Pierre-Église)

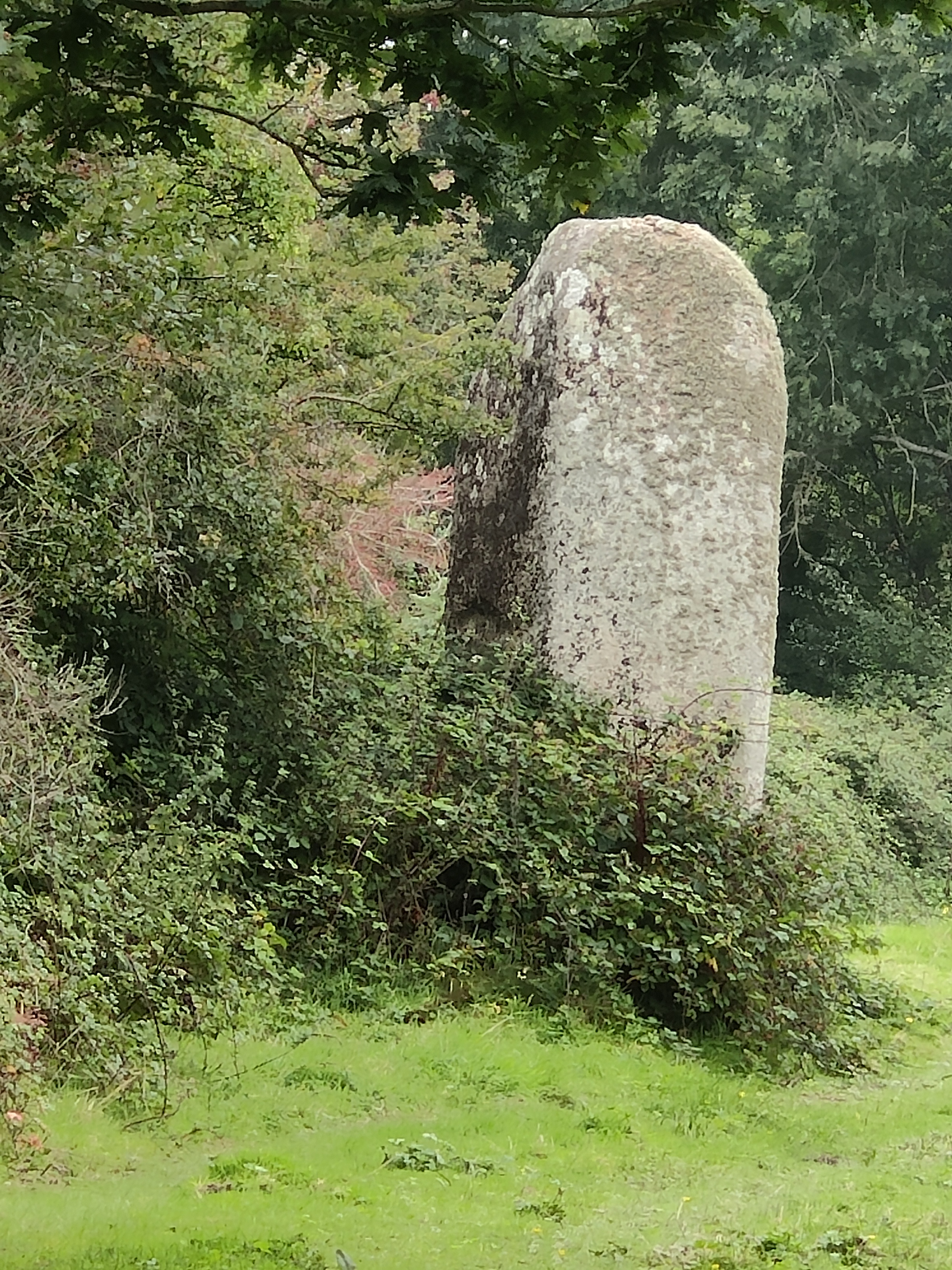
La Longue Pierre

Der Menhir La Longue Pierre (auch La Pierre du Plat Douet) steht nördlich von Saint-Pierre-Église im Norden der Halbinsel Cotentin im Département Manche in der Normandie in Frankreich. 
Der 4,40 m hohe Menhir steht am Rande einer Wiese. Er ist der größte Menhir, der heute noch in der Manche steht. Er hat einen rechteckigen Querschnitt mit einer abgewinkelten Spitze. 
Der Longue Pierre bildet mit den Menhiren La Haute Pierre (etwa 1,2 km entfernt in Saint-Pierre-Église) und Pierre Plantée (etwa 1,8 km entfernt in Cosqueville) ein Dreieck, das nach einer Legende „Mariage des trois princesses“ (Hochzeit der drei Prinzessinnen) genannt wird. Im Mittelpunkt des Dreiecks, im heute verlandeten Étang du Pélot, soll ein Schatz aus den Mitgiften der Prinzessinnen vergraben sein.